# 가온도
대기열역학에서 습한 공기 덩어리의 가온도(Virtual temperature, 가상 온도, {\displaystyle T_{v}})는 이론적으로 건조한 공기 덩어리가 습한 공기 덩어리와 동일한 총 압력 및 밀도를 갖는 온도이다. 불포화 상태의 습한 공기의 가온도는 항상 절대 기온보다 높지만, 부유 구름 방울의 존재로 인해 가상 온도가 감소한다.
가온도 효과는 증기 부력 효과(vapor buoyancy effect)라고도 한다. 열대 대기를 따뜻하게 하여 지구의 열 방출을 증가시키는 것으로 설명되었다.